# Sainey Sambou
Sainey Sambou (* 2. Februar 1992 in Brikama) ist ein gambischer Fußballspieler auf der Position des Mittelfelds. Er ist ehemaliger Spieler der gambischen Fußballnationalmannschaft und aktuell für Brikama United aktiv.

## Karriere

### Verein
Seine Vereinskarriere verbrachte Sambou bisher in seiner gambischen Heimat. Dort begann er 2015 seine Profikarriere bei Brikama United in der erstklassigen First Division und wurde mit der Mannschaft in seiner Debütsaison gambischer Vizemeister und Pokalsieger. Seinen bislang einzigen Meistertitel gewann er im Jahr 2019, womit er sich mit seiner Mannschaft für die CAF Champions League qualifizierte. Hier scheiterte er mit dem Verein bereits in der Vorrunde, durch ein 3:7 nach Hin- und Rückspiel, an der marokkanischen Mannschaft von Raja Casablanca. Einen weiteren Tiel mit seinen Verein konnte Sambou bisher nicht gewinnen.

### Nationalmannschaft
Sein Debüt für die gambische Fußballnationalmannschaft gab Hou am 30. Mai 2016, im Rahmen eines Freundschaftsspiels, gegen die Auswahl von Sambia (0:0). Zudem kam er in der Qualifikation zum Afrika-Cup 2017 in den Partien gegen Südafrika (0:4) und Kamerun (2:0) zum Einsatz. Zusammen mit Musa Yaffa, Salifu Krubally und Alagie Sarr war er Teil des Aufgebots von Gambia, in den Qualifikationsspielen zur Afrikanischen Nationenmeisterschaft 2018, gegen die Mannschaft aus Mali (0:0 und 4:0). Hier bestritt er im Rückspiel am 22. Juli 2017 seinen letzten Einsatz im Trikot der gambischen Nationalmannschaft.

### Erfolge
Verein
- Gambischer Meister (1): 2018/19
- Gambischer Pokalsieger (1): 2015/16